# کاشک (خوشاب)
کاشک، روستایی است از توابع بخش نوده انقلاب و در شهرستان خوشاب استان خراسان رضوی. 

## موقعیت جغرافیایی
این روستا از شمال با روستای برقبان، از جنوب با روستای کیخسرو، از غرب با روستای عنابستان و از شرق با شهر سلطان آباد همسایه است.

## مشخصات کلی
زبان مردم ترکی و کسب وکارشان دامداری و کشاورزی به صورت دیم می‌باشد. مردمان این روستا باحفظ اصالت ورسوم خود مردمانی باک صاف وصادق هستند که باهمدلی وتلاش سعی در بیشرفت دارند.مهاجرت از این روستا در15سال اخیر بی سابقه بوده تاجایی که این روستا به مرزویرانی ونابودی رسید اماازسال1389باکمک‌های دولت وزحمات بی دریغ اعضاشورای اسلامی روستا رو به بیشرفت برداشت وامروز شاهد ساخت بیش از15 باب منزل میباشیم .
این روستا دارای4منطقه بنام‌های یوخار چهارراه بوال وکوچه باغ است.ودرروستا6طایفه زندگی میکنند:حاج مولاها  حاج غلامرضاها   کردها    آدینه‌ها   قربان‌ها   کربلایی حسنها.
این روستادارای6قنات است و آب تمامی آنهابجزر قنات اصلی کاشک خشک است .این قنوات بنام‌های بهبود   جغبای         ریزآب بایین      ریزآب بالا     دینو    قنات اصلی کاشک.
شایان ذکر است که اب قنات اصلی روستا نیز درتاریخ بیستم خرداد نود وسه خشک شده وروستا از داشتن اب‌های طبیعی وسطحی برای کشاورزی محروم گشت..
مطالب فوق صرفا جهت آشنای بیشتر شما خوانندگان محترم با این روستا می‌باشد.
```
                                                                                                           باتشکر
```

+ نوشته شده در پنجشنبه پنجم بهمن ۱۳۹۱ ساعت 17:24 توسط علیرضا کاشکی

## جمعیت
این روستا در دهستان طبس قرار داشته و بر اساس سرشماری سال ۱۳۸۵ جمعیت آن ۱۴۱ نفر (۴۹ خانوار)
بوده‌است.